# Władze miasta Iławy

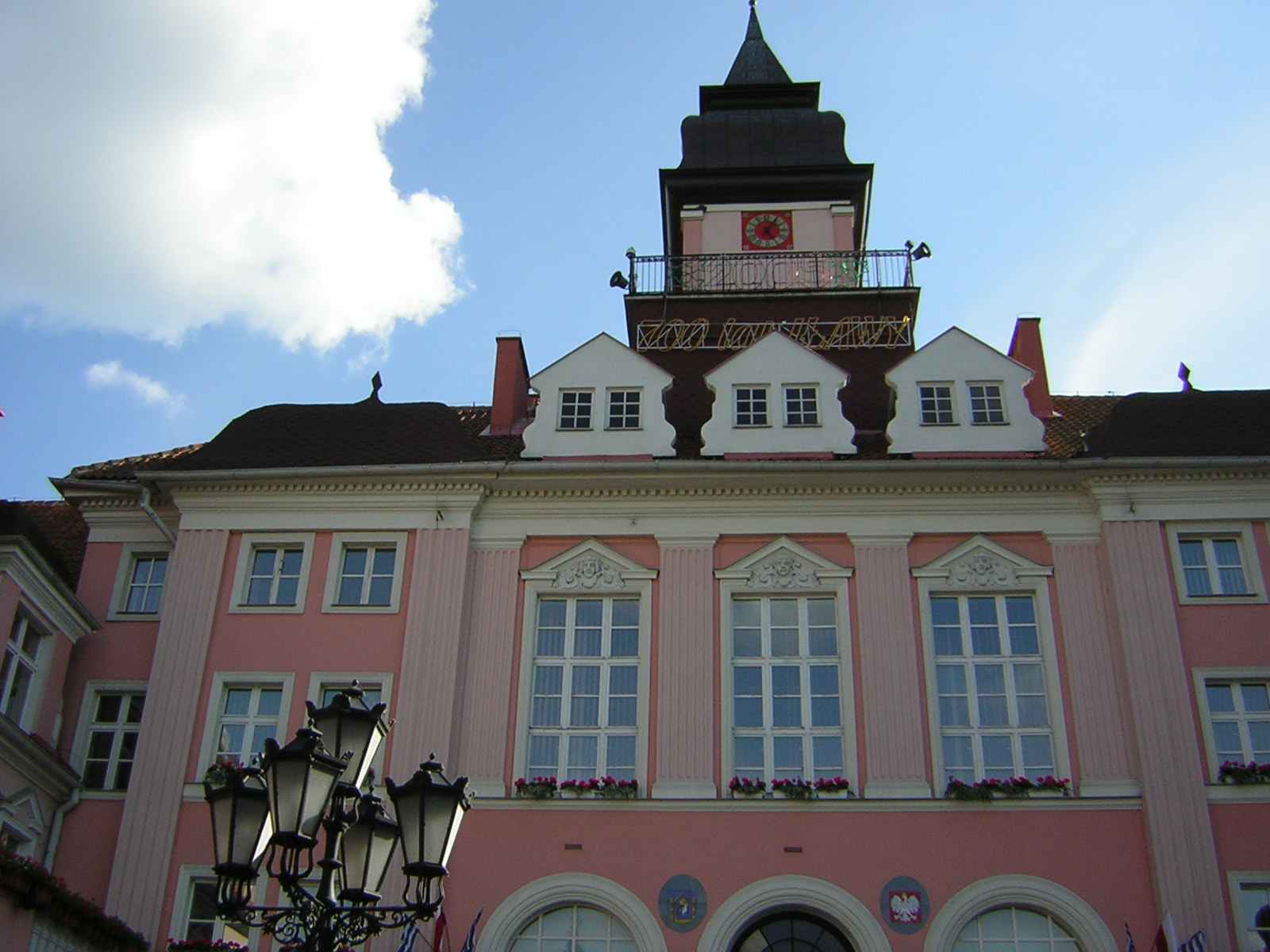
Iławski ratusz

Herb Iławy

## BurmistrzowieIławydo XIX wieku
Lista niepełna.
- (XIV w.) – Wilhelm (sołtys miejski)
- ok. 1455 – Jakub Scholtze
- 1457 – Ulryk von Diebes (starosta)
- ok. 1540 – Nickel Heiner
- ok. 1692 – Ernst Finck von Finckenstein (starosta)
- poł XVII w. – Jan Bunkofski
- 1711–1723 – Jerzy Lang,
- 1723–1751 – Jakub Mück,
- 1751–1784 – Andrzej Deckan,

## BurmistrzowieIławy(1838–1945)
- 1838–1867 – Springer
- 1867–1870 – Franz Mühlradt
- 1870–1873 – Franz Rusch
- 1873–1895 – Staffehl
- 1895 – Gustaw Menckle
- 1895–1910 – Brunon Grzywacz
- 1910–1933 – Karl Friedrich Giese
- 1933–1945 – Kaufmann Fritz Nieckau,

## Przewodniczący Miejskiej Rady Narodowej wIławie(1947–1990)
- 1947–1950 – Ludwik Krzyżak, a następnie Bolesław Zubek
- 1950–1954 – Adam Dzierżawski
- 1954–1958 – Jerzy Fajkowski

## BurmistrzowieIławy(po 1990)
- 1990–2002 – Adam Żyliński
- 2002–2006 – Jarosław Maśkiewicz
- 2006–2014 – Włodzimierz Ptasznik
- 2014–2018 – Adam Żyliński
- od 2018 – Dawid Kopaczewski